# Esaú y Jacob

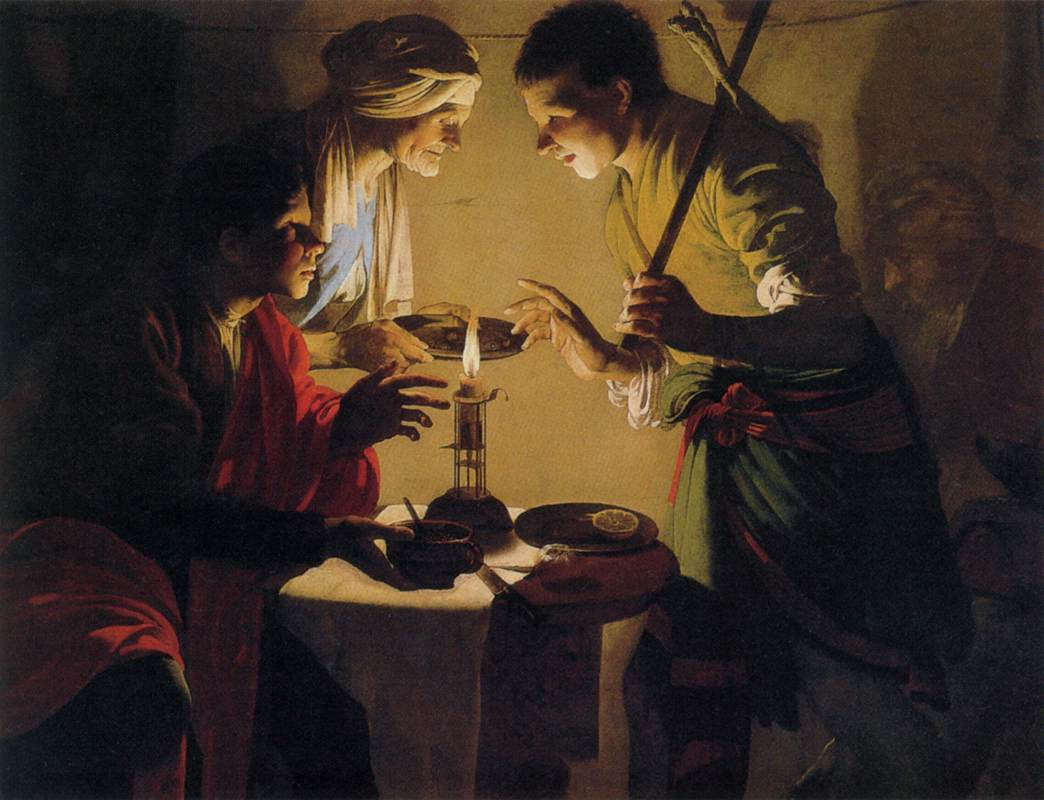
Hendrick ter Brugghen, Esaú vendiendo su primogenitura a Jacob, c. 1627.

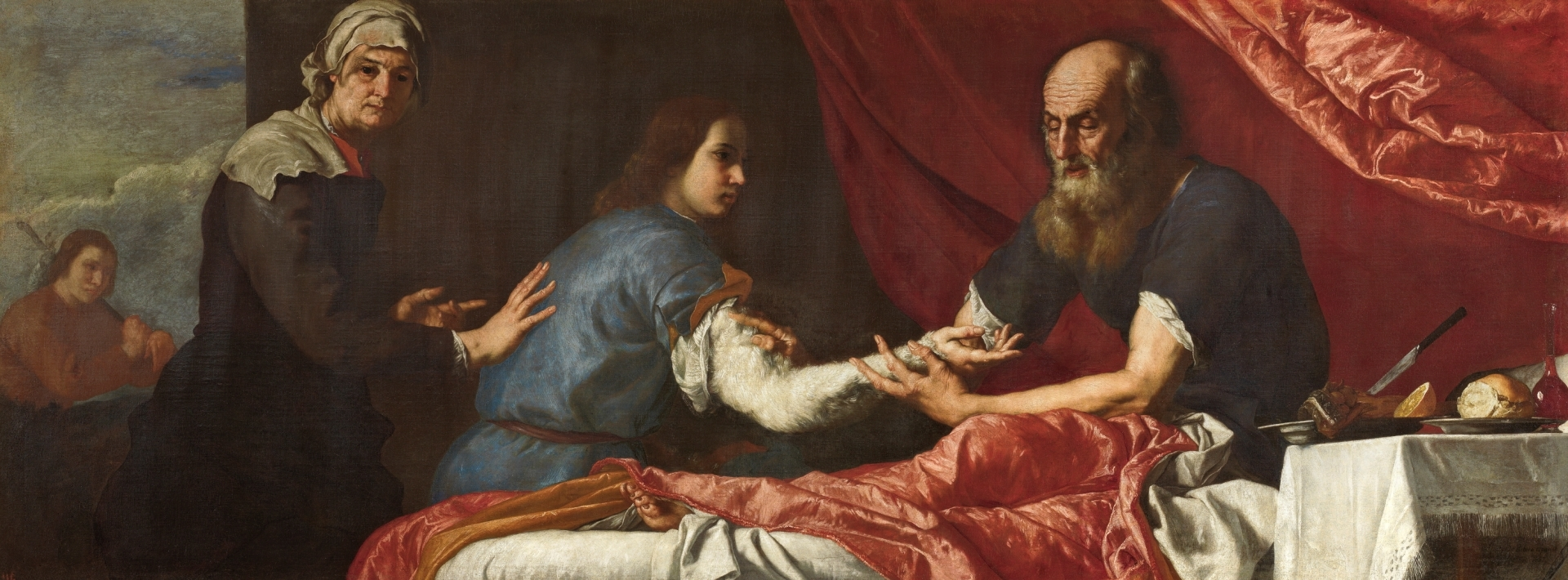
José de Ribera, Jacob recibe la bendición de Isaac.

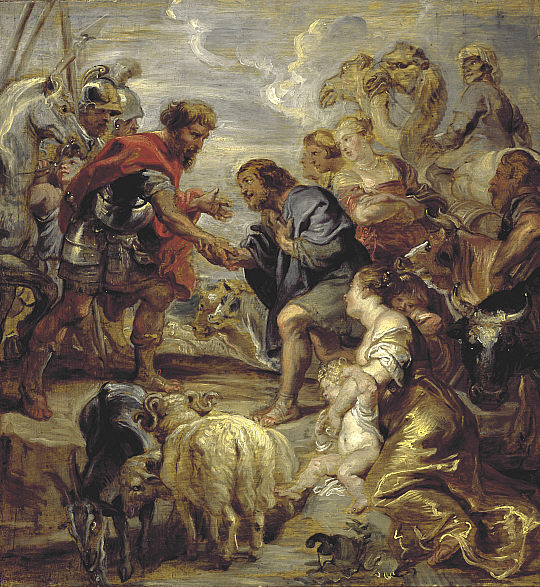
Peter Paul Rubens, La reconciliación de Esaú y Jacob, 1624.

Esaú y Jacob es la denominación historiográfica de un conjunto de episodios bíblicos muy representado en el arte.
Esaú y Jacob eran hermanos mellizos, hijos de Isaac. Aunque Esaú era el que nació primero, perdió la primogenitura por habérsela vendido a su hermano a cambio de un plato de lentejas. Para garantizarse el cumplimiento de tal acuerdo, Jacob, ayudado por Rebeca (madre de ambos) obtuvo mediante un engaño la bendición de su padre (que estaba ciego y sólo pudo palparle). Al darse cuenta de lo ocurrido, no rectificó, sino que optó por dar a Esaú una bendición de carácter inferior. Posteriormente se llegó al enfrentamiento entre ambos hermanos, que acabó en acuerdo.

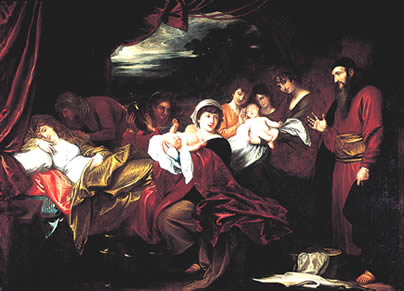
Benjamin West, Esaú y Jacob presentados a Isaac.
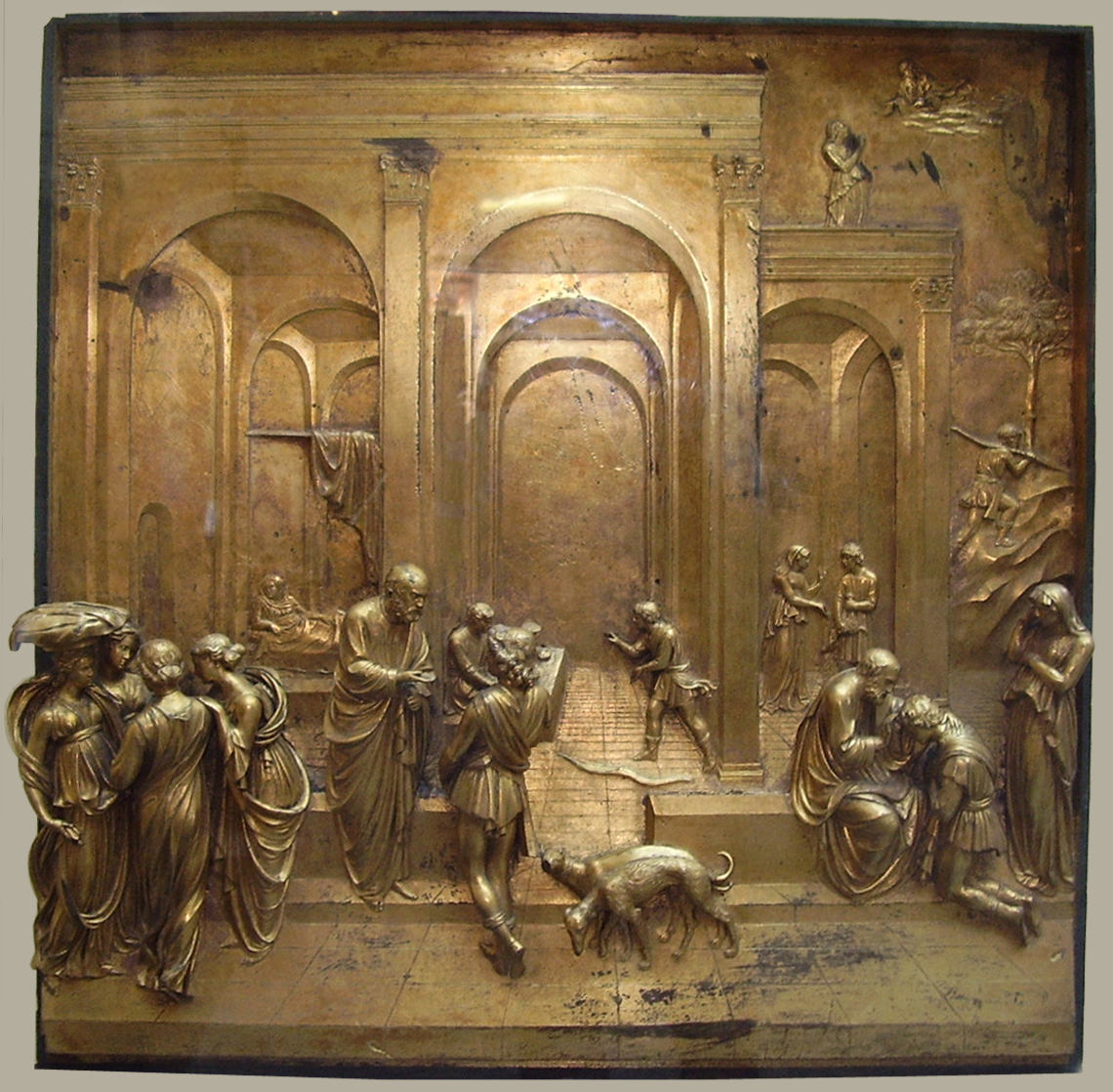
Lorenzo Ghiberti, Esaú y Jacob en las Puertas del Paraíso.
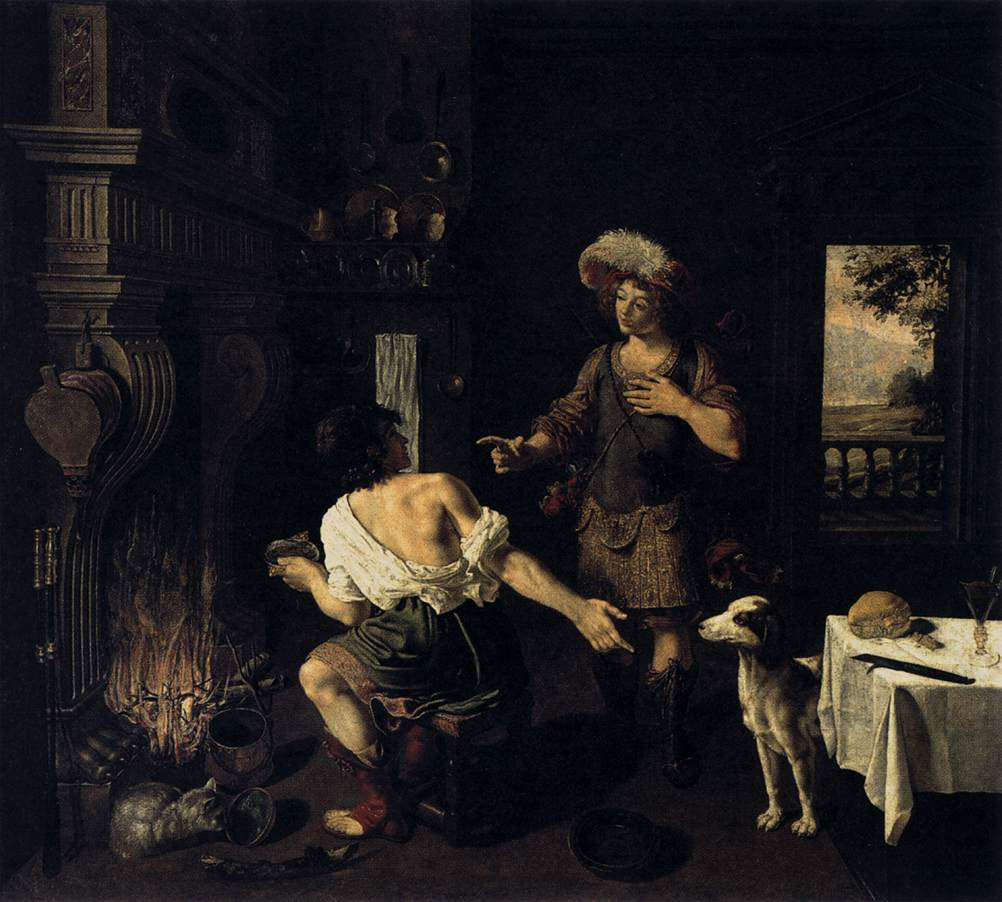
Michel Corneille, Esaú y Jacob
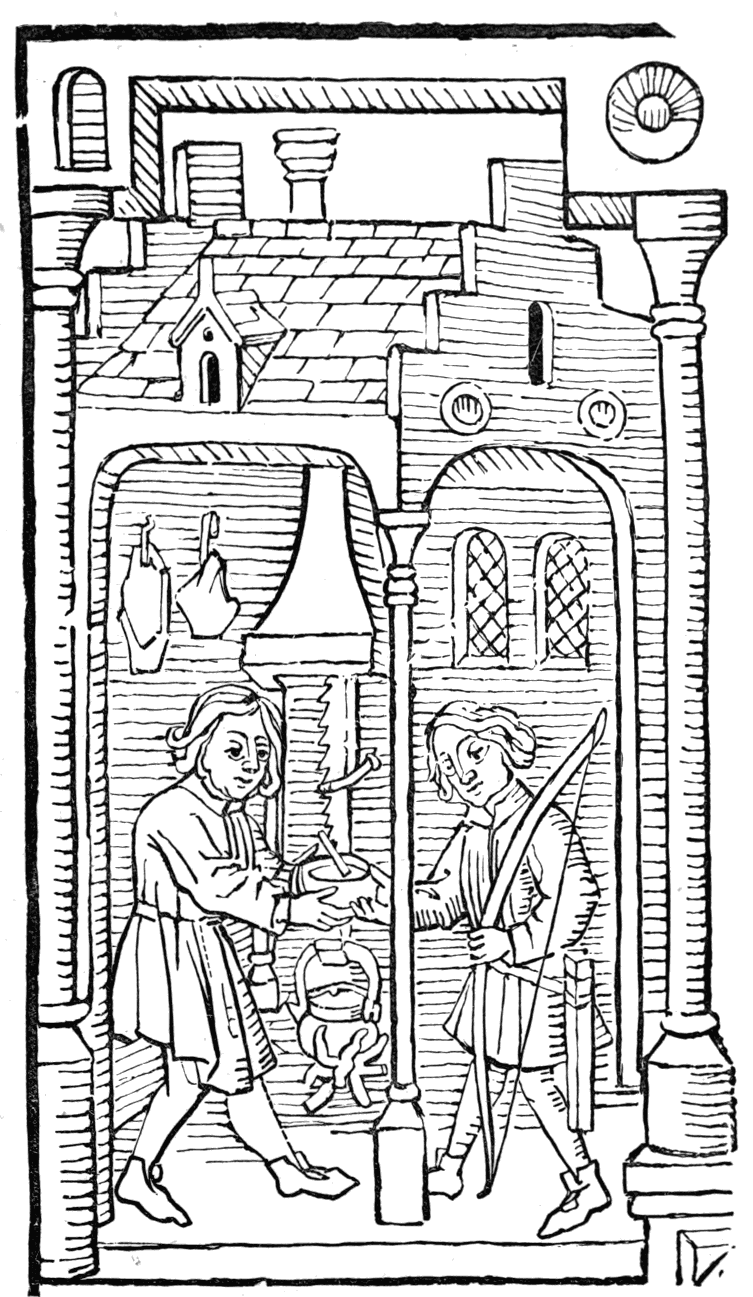
Biblia Pauperum, Esaú y Jacob.

## Topónimo
Esau and Jacob es una localidad de Guyana, en Mahaica-Berbice, una de las poblaciones más antiguas del río Mahaicony. Recibió su nombre de los colonos holandeses. Es accesible por carretera, a 11 km al sur de la East Coast Highway. Se dedica a la agricultura y la cosecha de papa 